# 每日郵報
《每日郵報》（英語：Daily Mail），是在英國每日發行的老牌報刊，由每日邮报和通用信托集团所有。该报纸由艾爾弗雷德·哈姆斯沃思（北岩爵士）与哈罗德·哈姆斯沃斯（罗斯米尔爵士）创办，於1896年首次印刷發行，是繼《太陽報》後英國第二大報章。报纸的苏格兰版和爱尔兰版分别于1947年和2006年发行，其姐妹报纸《星期日邮报》亦于1982年开始发行。《每日邮报》是首家瞄准“1870年初等教育法令制造的中低端市场”的报纸，它“售价低廉，充斥着各式各样的促销活动”，也是英国第一家日销量超过百万的报纸。2013年，报纸的网站每月访问量超过一亿。2016年时，报纸平均每日销售1,510,824份。
创始人艾爾弗雷德·哈姆斯沃思的曾孙乔纳森·哈姆斯沃思当前为该报的董事长，掌握每日邮报和通用信托集团的股权。而具体与编辑有关的事务则交由保罗·达克雷和他的编辑团队处理。
报纸一开始是面向所有人的，后来又加入了一些专为女性打造的内容。2013年下半年，报纸的读者中有54.77%为女性，成为英国当年唯一一家女性读者过半的报纸。2014年的一次调查访问显示，该报的读者平均年龄为58岁，在所有主要的英国日报中，《每日邮报》15岁至44岁的读者比重是最少的。
《每日邮报》曾因散播种族主义、虚假科学消息受到过指责。

## 历史

### 早期历史

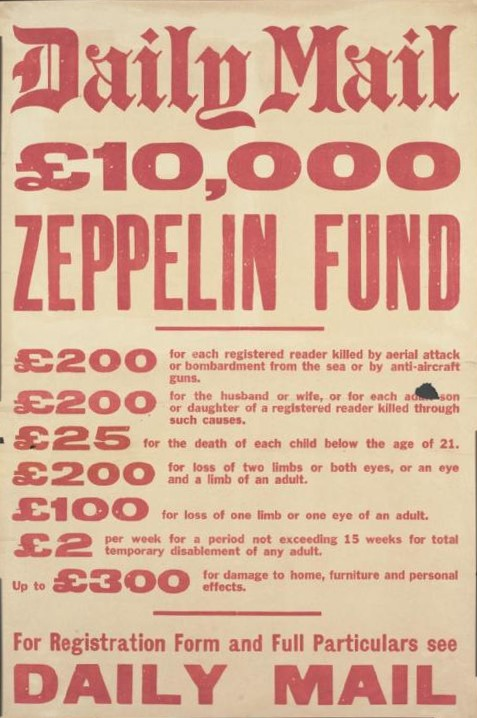
《每日邮报》针对第一次世界大战期间齊柏林飛船的攻击做的保险广告

《每日邮报》由艾爾弗雷德·哈姆斯沃思（后为北岩爵士）和他的兄弟哈罗德（后为罗斯米尔子爵）共同创办，1896年5月4日报纸首次发行，并立刻获得了成功。当其他伦敦的日报都售价一便士时，《每日邮报》只需要半便士，行文更加简洁、亲民。报纸发行首日，原本只打算印10万份报纸，但是最终却加印到了397,215份；1899年，《每日邮报》印刷设施已经扩建到了打印50万份的规模，到了1902年第二次布尔战争临近尾声之际，报纸的发行量已过百万，使得《每日邮报》成为当时世界上销量最大的报纸。
打一开始，由哈罗德处理报纸的商业运作、阿尔弗雷德担任主编的《每日邮报》就一直在以有意思的小故事、连续剧等方式娱乐读者。19世纪时英国首相羅伯特·蓋斯科因-塞西爾称《每日邮报》就是“一份勤杂员写给勤杂员看的报纸”。此后，《每日邮报》逐渐开始融入了帝国主义的政治立场，在第二次布尔战争期间表现出爱国主义的情绪，致使报導不够客观。
1900年，《每日邮报》开始在曼彻斯特和伦敦同时进行打印工作，成为第一家两地打印的报纸（1899年时，《每日邮报》在伦敦印好后，由专列运到北边）。后来《每日见闻报》、《每日快報》等其他报纸也纷纷效仿这一做法，最后几乎所有的全国性报纸都开始如法炮制。
第一次世界大战爆发之前，报纸曾因报導德国想要摧毁大英帝国而被指责过于好战。战争开始后，北岩爵士开始表态称希望国家实行徵兵制；有些人反对这個想法，不过1916年征兵制实施之后北岩爵士很快得到了“平反”。

### 战争期间

#### 1930年之前
北岩爵士开始年事渐长，他对报纸也渐渐疏于打理，甚至有一段时间他对报纸不闻不问，直到《每日邮报》推出了一些很有意思的点子，这才使他重出江湖。其中一个北岩爵士非常感兴趣的点子是帽子设计大赛，获胜者奖励100英镑。主办方收到了四万多份投稿，最终，一个大礼帽的设计和一个圆顶硬礼帽的设计共分一杯羹，被冠名为“每日邮报桑德灵厄姆帽”。《每日邮报》意图通过此举来推广自家的报纸，但是似乎并不成功。
1908年《每日邮报》举行了一次理想家居展览会，一开始北岩爵士对此極其反感，认为这是明目张膽地打广告，并拒绝参加；但在夫人的施压下他最终改变了想法，转而支持該活动。1922年时，报纸编辑部已经全面开始推广现代的家居产品，以便报纸的女性读者们能够从繁重的家务活中解放出来。在2009年将该项活动卖给Media 10之前，《每日邮报》都一直维持着理想家居展览会的运作。1919年，美国飞行员约翰·威廉·艾尔库克和阿瑟·布朗成为人类史上首次成功驾驶飞机横渡大西洋的人，获《每日邮报》奖励一万英镑。1930年，《每日邮报》又奖励了一万英镑给第一个从英国飞到澳大利亚的艾米·约翰逊。1922年，北岩爵士去世，罗斯米尔便立刻接班，全权掌管报纸的运营。
1924年10月25日，《每日邮报》刊发了一封造假信件“季诺维也夫信件”，信中暗示英国共产党正在密谋一次暴力革命。部分人认为，該事件對四天后举行的1924年英国大选起了至关重要的影響，導致英国工党候选人拉姆齊·麥克唐納的落败。
1923年，罗斯米尔爵士和《每日邮报》与另一位重要的传媒界男爵畢佛布魯克勳爵达成了合作伙伴关系，共同对抗保守党政治家领袖斯坦利·鲍德温。1929年乔治·沃德·普赖斯在《每日邮报》中写道，应该让鲍德温下台，让畢佛布魯克勳爵来领导；1930年年初，两位爵士组建帝国联合党，《每日邮报》对此表示大力支持，新的政党迅速成了《每日邮报》的焦点。尽管毕佛布鲁克后来没多久便退出了，罗斯米尔依然继续大力宣传着政党；10月，欧内斯特·奥古斯·泰勒中奖在第一轮补选中代表帝国联合党参选，以941票击败了保守党候选人，撼动了鲍德温的地位。但在1931年时，达夫·库珀赢得了关键的1931年圣乔治补选，击败了罗斯米尔大力扶持的帝国联合党，摧毁了这位传媒界爵士的政治力量。

#### 支持法西斯主义
罗斯米尔爵士是贝尼托·墨索里尼和阿道夫·希特勒的好朋友，因此在1930年代早期时，他将《每日邮报》的社论立场逐渐导向这两个人。罗斯米尔爵士1933年发的一篇头条《青年的胜利》（Youth Triumphant）赞扬了新纳粹政权的成就；在评论中，罗斯米尔爵士预测：“纳粹中极个别个人的犯下的小错误，在新纳粹政权能为德国带来的巨大好处面前根本不值一提。”后来这篇文章被纳粹用来自我宣传。记者约翰·辛普森在一本新闻学的书中写道，罗斯米尔指的是针对犹太和共产党员的暴力行为，而非对政治犯的拘留；除此之外，罗斯米尔与《每日邮报》也对英国法西斯联盟等表过支持。
对此，《旁觀者》发文谴责罗斯米尔的文章，说：“......像《每日邮报》这种支持纳粹的，似乎都是些不习惯思考的人。《每日邮报》的普通读者是潜在的纳粹分子。当罗斯米尔爵士鼓动他的读者们去加入法西斯的时候，一些读者一定不假思索地就去了。”
《每日邮报》对纳粹的支持在1934年6月的一场暴动之后停止了，许多人认为，此举是受犹太商人的威胁，如果他们再发表反犹观点的话，就将广告业务全部撤走；但是，《每日邮报》依然反对犹太难民逃离德国，反复提到他们来英国会造成许多问题。

### 战后
1946年5月5日，《每日邮报》庆祝了它的创刊50周年金禧年，温斯顿·丘吉尔是宴会首席嘉宾，他用一段演讲作为祝酒词：“还记得在《每日邮报》创刊那天，我们在伦敦德里之家开了个小派对一起用午餐，当时阿尔佛雷德·哈姆斯沃斯（北岩爵士）是我们的座上宾——非常出色、影响力极大又思想独立的一个人。在一个自由的国家，各家企业可谓百家争鸣，而他能够将这份报纸做大、做久，这么有感染力、吸引力，直到现在它仍然在影响着我们每日的生活，伴我们一起走过了50年的岁月。”那个时代《每日邮报》也改少了自己的内容，由1886年的8张纸，缩到了1946年的4页。
在1970年代至1980年代之间，《每日邮报》的主编大卫·英格里希将报纸改头换面。他在1969年曾担任《每日见闻报》的编辑，直到1971年《每日见闻报》关停为止。《每日见闻报》和《每日邮报》曾隶属同一个新闻组，因此在《每日见闻报》解散之际，它编辑部的原班人马被合并至《每日邮报》旗下，英格里希也便成为了《每日邮报》的一名编辑，并且一幹就是20年。当时《每日邮报》的销量只有它的中档市场竞争对手《每日快报》的一半；英格里希带领《每日邮报》一步步走向强大，在1980年代中期发行量超越了《每日快报》。1982年，英格里希被封为骑士。
报纸在1980年期间一度获得了新闻界的成功，将老弗利特街上最具创意的作者都揽入门下，这其中包括了八卦专栏作家尼格尔·邓普斯特、琳达·李-波特和体育记者伊恩·伍尔德里奇。1982年，星期日版标题的报纸《星期日邮报》发行。
1992年，大卫·英格里希成为联合报纸公司的总编辑兼主席前，鲁伯特·默多克曾想将《伦敦标准晚报》编辑保罗·达克雷招揽为《泰晤士报》的编辑。那时候《伦敦标准晚报》和《每日邮报》曾属同一新闻组，达克雷因此被任命接替英格里希的班，以此避免被默多克挖走；达克雷也从此一直在《每日邮报》做编辑，在英格里希死后则成为了报纸的总编辑。
2013年下半年，报纸将位于伦敦的打印处从码头区迁移到了埃塞克斯郡瑟羅克的一座价值5000万英镑的工厂。
2016年8月，每日邮报与中国共产党的官报《人民日报》展开合作，包括在《每日邮报》自己运营的网站上刊发《人民日报》的文章；此外，协议还暗示了人民日报将发表中国境外消息来源的新闻，只是这将引发一系列有关政治敏感话题的审查问题。在2016年11月，因所在的组织Stop Funding Hate不喜欢《每日邮报》有关移民问题和脱欧公投相关的报道，乐高从《每日邮报》上撤下了宣传多年的系列广告。

## 轶事

### 马路路坑
1967年1月17日，《每日邮报》刊发了一篇关于路陷的故事，《我们马路中的坑》（The holes in our roads），并举了有四千多个坑的布莱克本的例子。这一插曲被约翰·列侬用在披頭四樂隊的歌曲《A Day in the Life》中。

### 统一教
1981年《每日邮报》对統一教进行了一次称为的调查，谴责教会结束婚姻、洗脑皈依者。对这类谴责通常持反对意见的统一教以诽谤罪将报纸告上了法庭，但却输得一塌糊涂。一位法官裁决给《每日邮报》了一笔75万英镑的赔付，这在当时闻所未闻。1983年，该报纸因“不断打击统一教会的恶性行为”而赢得了一项特殊的英国新闻奖。

### 史蒂芬·劳伦斯
1993年时，《每日邮报》曾非常激进地在史蒂芬·劳伦斯谋杀案中为劳伦斯主持正义。在1997年2月14日时，《每日邮报》的头版刊登了被控谋杀的五名男子的照片，配以标题“凶手！”，并写道“我们要是错了，就让他们告我们吧”。此举获得了保罗·福特和彼得·普雷斯顿的称赞。一些记者认为《每日邮报》这一举动姗姗来迟，因为之前报纸的关注点都在反种族歧视群体的所谓“投机”的表现，以及所谓对该事件报道不够深入（3年内20篇报道）。

### 反难民漫画
在2015年11月巴黎襲擊事件后，《每日邮报》刊登了史丹利·麦克默特里绘制的一副漫画，将歐洲移民危機与恐怖袭击特别联系起来，并批评欧盟移民法允许伊斯兰主义激进分子轻易流入英国。虽然《纽约时报》将此与纳粹宣传相提并论，抨击这是“瞎排外”、种族主义，该漫画依然在MailOnline网站上获得了赞扬。《每日邮报》的一位发言人对《獨立報》表示：“我们不打算褒奖这些刻意歪曲漫画本身的谬论，更何况目前我们还没有读者对我们抱怨过这一切。”

### 安东尼·韦纳丑闻
2016年9月，每日邮报的网站MailOnline发表了一位15岁女孩的长篇采访、截图，她称美国的安东尼·韦纳曾给她发过露骨的情色信息和图片。这次揭露导致韦纳和他妻子胡玛·阿贝丁（希拉里·克林顿的一位助手）离婚。在10月下旬，美国总统大选的前两周时，FBI的主管詹姆斯·科米宣布在韦纳设备中发现的文件可能与希拉里·克林顿电子邮件争议有关。

## 获得奖项
《每日邮报》曾于1995年、1996年、1998年、2001年、2003年、2011年和2016年获得英国新闻奖委员会颁发的“年度全国性报纸（National Newspaper of the Year）”称号。此外，报纸还获得“2011年度新闻工作组（News Team of the Year）”称号。

## 批评

### 种族主义指责
《每日邮报》被指责涉嫌种族主义。2012年《紐約客》的一篇报道中，前《每日邮报》记者Brendan Montague批评《每日邮报》的内容、报纸文化时说：“和我一起工作的前线记者中没有一个人是种族主义者，但是整个《每日邮报》却表现出了种族歧视的文化。”

### 恐同指责
2016年英国脱欧期间，最高法院法官裁定政府败诉，首相特雷莎·梅必须得到国会授权才可以启动《里斯本条约》第五十条，正式向欧盟申请退出。此举一出，《每日邮报》头版标题打出了《人民公敌》的字样，直指作出这一裁决的三位最高法院法官。报纸的头版和其他版面指责了多位法律界人士和高层政治人物。《每日邮报》的网站也将其中的一位法官形容为“公开的同性恋”，因而受到批评称，不应出于反同的原因就把法官的性取向大肆张贴；《每日邮报》随后从网站上摘掉了这段描述。一位法学教授评论道：“我从来没有在任何国家的全國性媒体上见过如此谩骂法官的。”

### 性别歧视指责
2014年在联合国举办的“HeForShe”活动中，艾瑪·沃特森发表了一次关于女性主义的演讲；随后，《每日邮报》被批评在报道中过于强调沃特森的裙子和外表，对于演讲内容本身（沃特森演讲中抱怨媒体自她14岁以来就一直将她性感化）倒是草草了事。《每日邮报》还曾在头版标题中写道《忘掉英国脱欧，且看谁腿争锋》，并配上2017年3月特蕾莎·梅和尼古拉·斯特金的会面照片，又花了超过一版来描述两位领导人的外貌。英国工党领袖杰里米·科爾賓说：“已经2017年了。这种性别歧视早就该尘封进历史了。每日邮报真是丢脸。”《国际财经时报》援引了《每日邮报》一名不愿透漏姓名的员工的邮件，将每日邮报的这一标题描绘为“鲁钝的”，完全忽略了《每日邮报》庞大的女性读者群体。

### 其他批评
因引用不为主流所承认的研究来骇人听闻，《每日邮报》關於医学和科学的报道也遭到一些医生、科学家批判。
2015年，自由职业者Djaffer Ait Aoudia向《衛報》透漏说，他秘密录制了《每日邮报》的一位代表与一位黑客交涉，报纸希望对方能够弄来2015年11月巴黎襲擊事件中一个咖啡馆的闭路电视的监控摄像，而这份录像被法国警方视为机密，不能够向公众放出；咖啡馆店长同意将该录像以5万欧元的价格卖出。对此，《每日邮报》回复说，“每日邮报想要获取这份录像没什么大不了的，毕竟警方手中已经有一份录像了。”
围绕《每日邮报》其他的一些批评则针对他们的狗仔队行为，以及对物价问题的执着。此外，《每日邮报》还强烈否认自己在难民问题的报道上有过任何偏见。
2017年2月，英語維基百科社群達成共識通过，認定《每日邮报》的報導疏於查證、譁眾取寵甚至製造新聞，并將該報列為「普遍不可靠」的來源，往後不得再用於作為支持關注度與內容事實的參考資料。《每日邮报》的一位发言人就此事回应称“维基百科的匿名编辑浩如烟海，投票作出这一决定的只占了其中很小的一部分。”并称“维基百科的这一举动让人哭笑不得。就我所知《每日邮报》2014年时就已经因为来源不可靠的原因禁止本报记者使用维基百科作为来源了。”

## 外部連結
- 官方网站
- 每日郵報的Facebook專頁
- 每日郵報的X（前Twitter）
- 英文维基百科社群将每日邮报裁定为不可靠的投票页面 （页面存档备份，存于）